# Almedalsdrinken
Almedalsdrinken är framtagen av nätverket Folkrörelser mot droger för att vara en motvikt till alkoholkulturen under Almedalsveckan. Den lanserades år 2012, som ett alternativ till alkoholbaserade drinkar där rosémingel är en vanligt förekommande umgängesform. Almedalsdrinken blev 2012 utsedd till "Hetast i Almedalen" av PR-byrån Westander. Drinkarna komponeras av bartendern Örjan Åstrand och väljs ut av en mindre referensgrupp.

## Smaker
- 2012: Jordgubb, fläder, mynta och lime [1]
- 2013: Hallon, fläder och citron [2]
- 2014: Äpple, ingefära, tonic water och lime [3]
- 2015: Päron, gurka, ginger ale och lime [4]
- 2016: Rabarbersaft, ginger beer, tonic water och lime [5]
- 2020: Lime, citron, grapefrukt, fläder och soda